# Manhattan (filme)
Manhattan é um filme norte-americano de 1979, do gênero comédia romântica, e dirigido por Woody Allen. Teve sua estreia no Festival de Cannes em 1979. Foi indicado ao Óscar de melhor roteiro original e melhor atriz coadjuvante e o Globo de Ouro de melhor filme dramático, foi vencedor do BAFTA de Melhor Filme e o César Awards de Melhor Filme Estrangeiro.

## Sinopse
Um escritor de meia-idade divorciado (Woody Allen) se sente em uma situação constrangedora onde sua ex-mulher o largou para ficar com outra mulher e além disso, está para publicar um livro, no qual revela assuntos muito particulares do relacionamento deles. Neste período ele está apaixonado por uma jovem de 17 anos (Mariel Hemingway), que corresponde a este amor. No entanto, ele sente-se atraído por uma pessoa mais madura, a amante do seu melhor amigo, que é casado.

## Elenco
- Woody Allen como Isaac Davis
- Diane Keaton como Mary Wilkie
- Michael Murphy como Yale Pollack
- Mariel Hemingway como Tracy
- Meryl Streep como Jill Davis
- Anne Byrne como Emily Pollack
- Michael O'Donoghue como Dennis
- Wallace Shawn como Jeremias
- Karen Ludwig como Connie
- Charles Levin, Karen Allen e David Rasche como atores de televisão
- Mark Linn-Baker e Frances Conroy como atores shakespearianos

## Recepção
O Metacritic, que usa uma média ponderada, atribuiu ao filme uma pontuação de 82 em 100, baseado em 9 críticos, indicando "aclamação universal".